# 인천첨단초등학교
인천첨단초등학교(仁川尖端初等學校)는 대한민국 인천광역시 연수구에 있는 공립 초등학교이다.

## 연혁
- 2017년 3월 1일 : 개교

## 갤러리

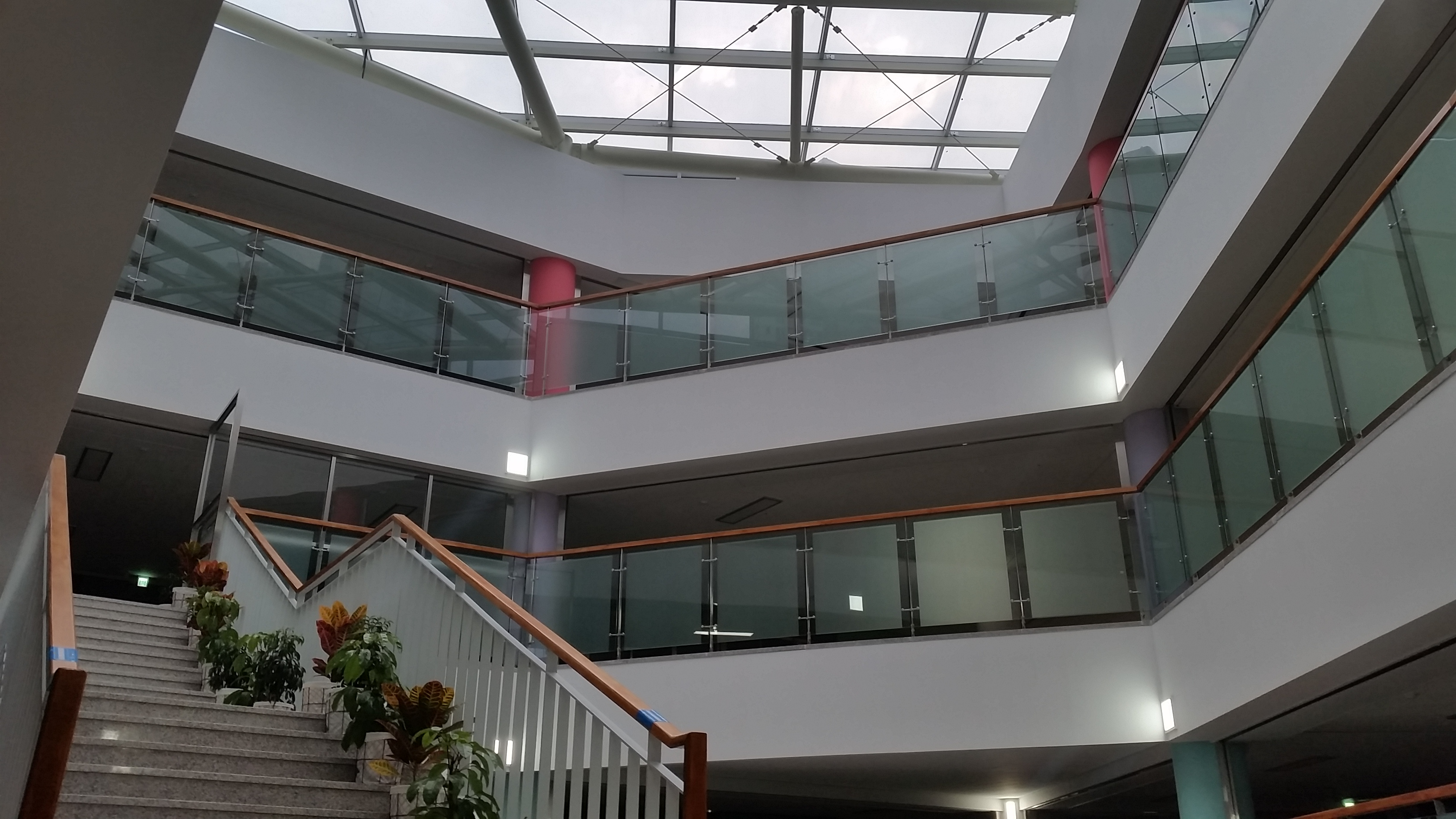
인천첨단초등학교 내부 전경
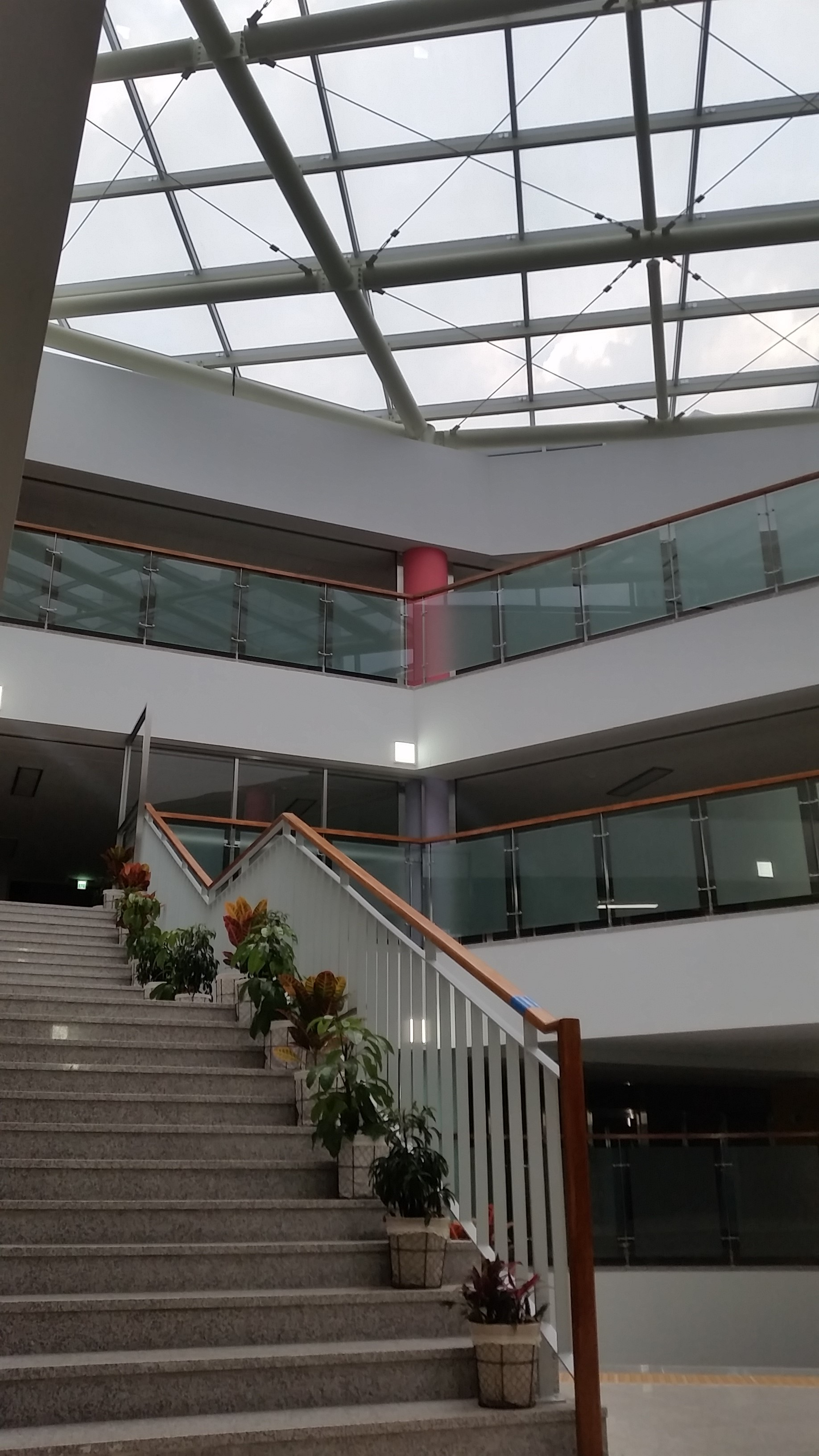
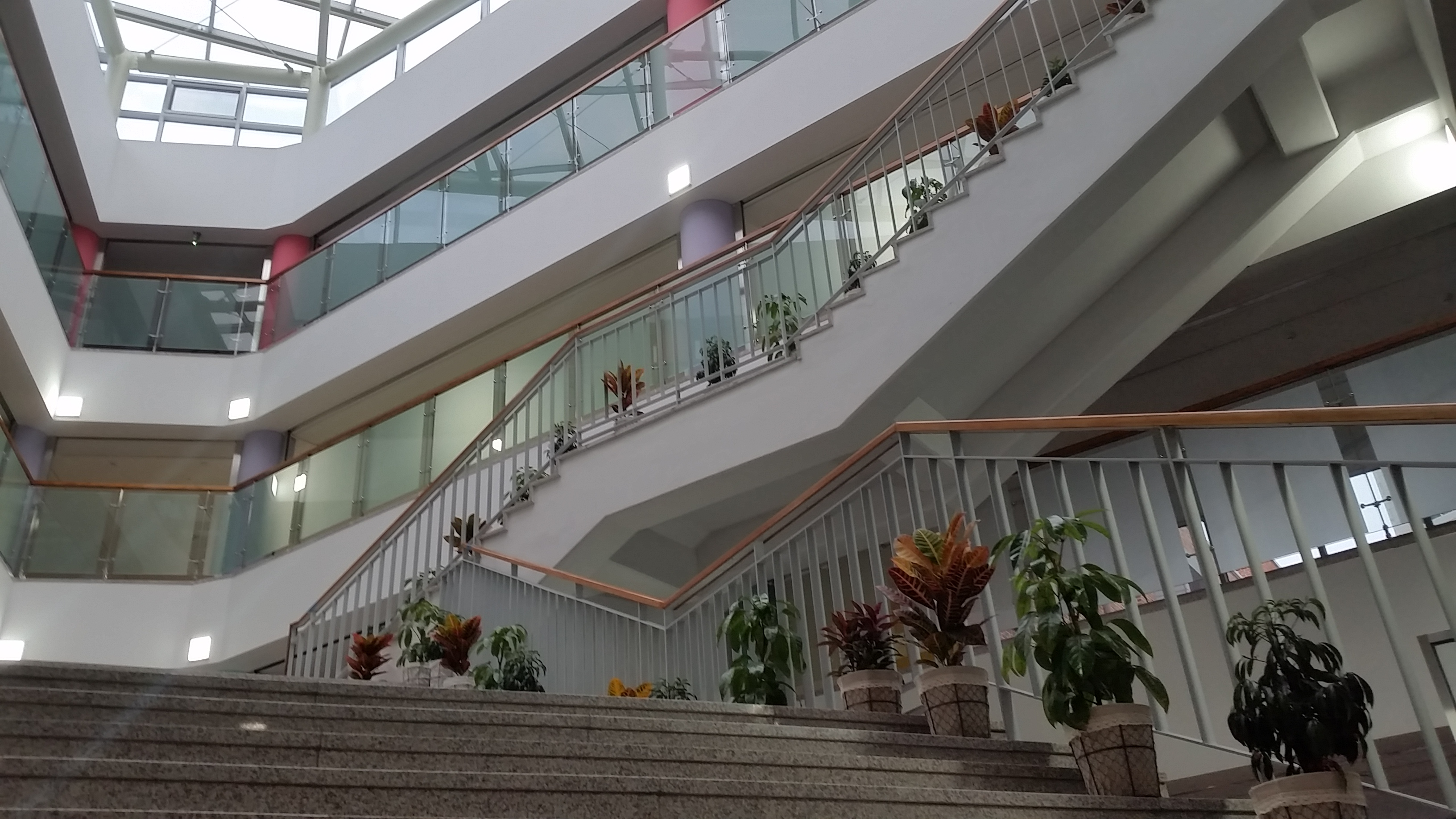
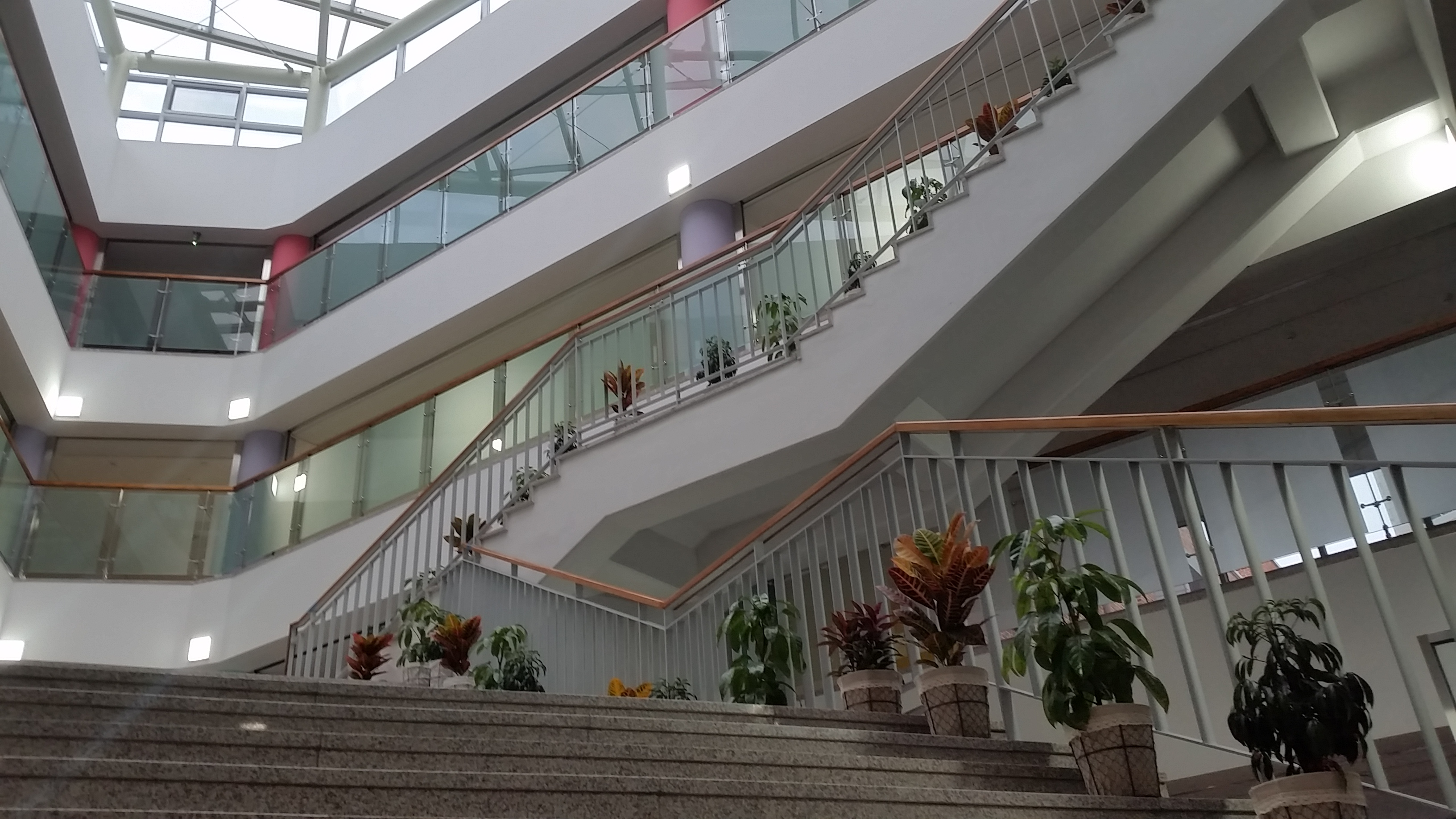
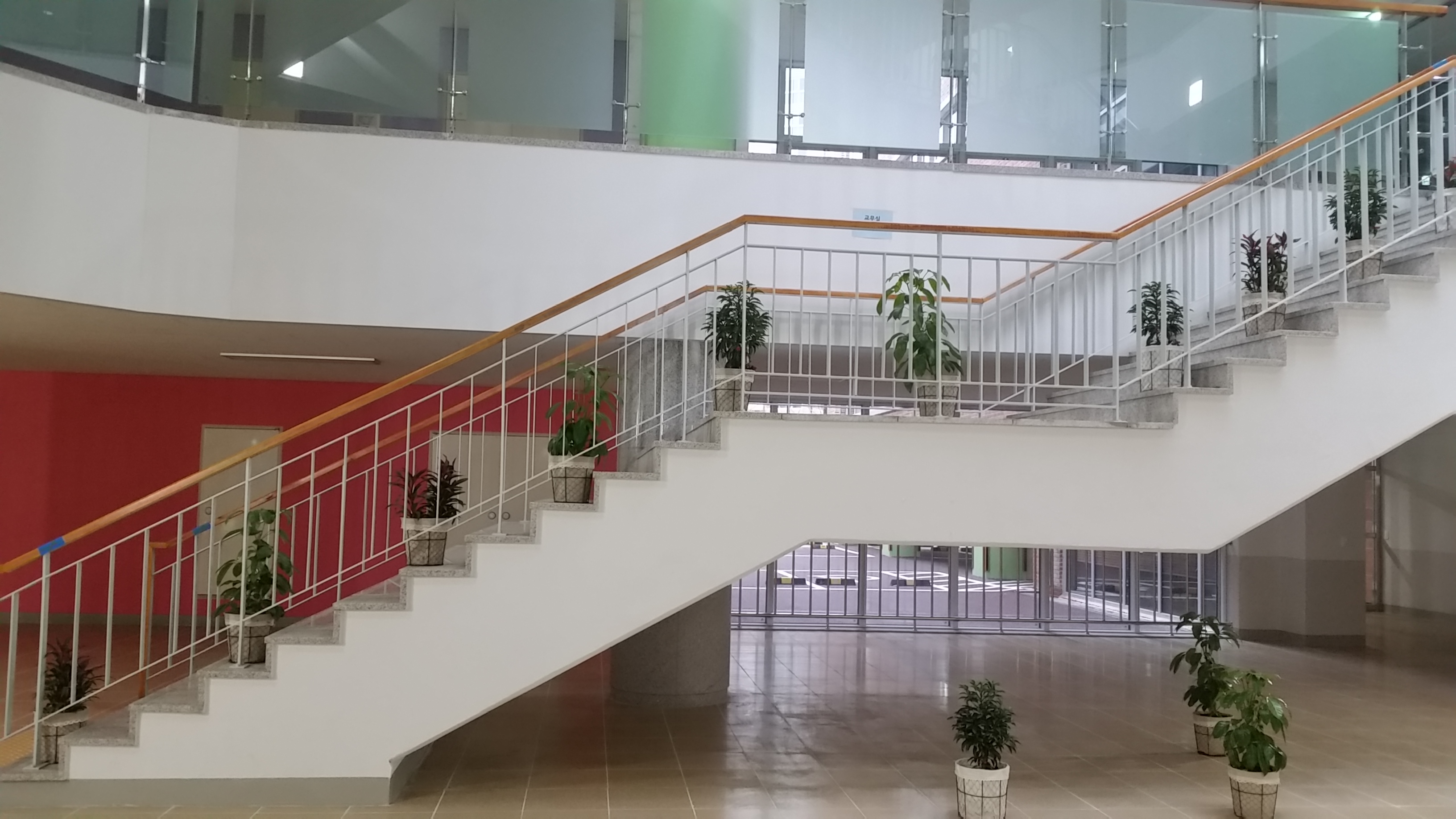
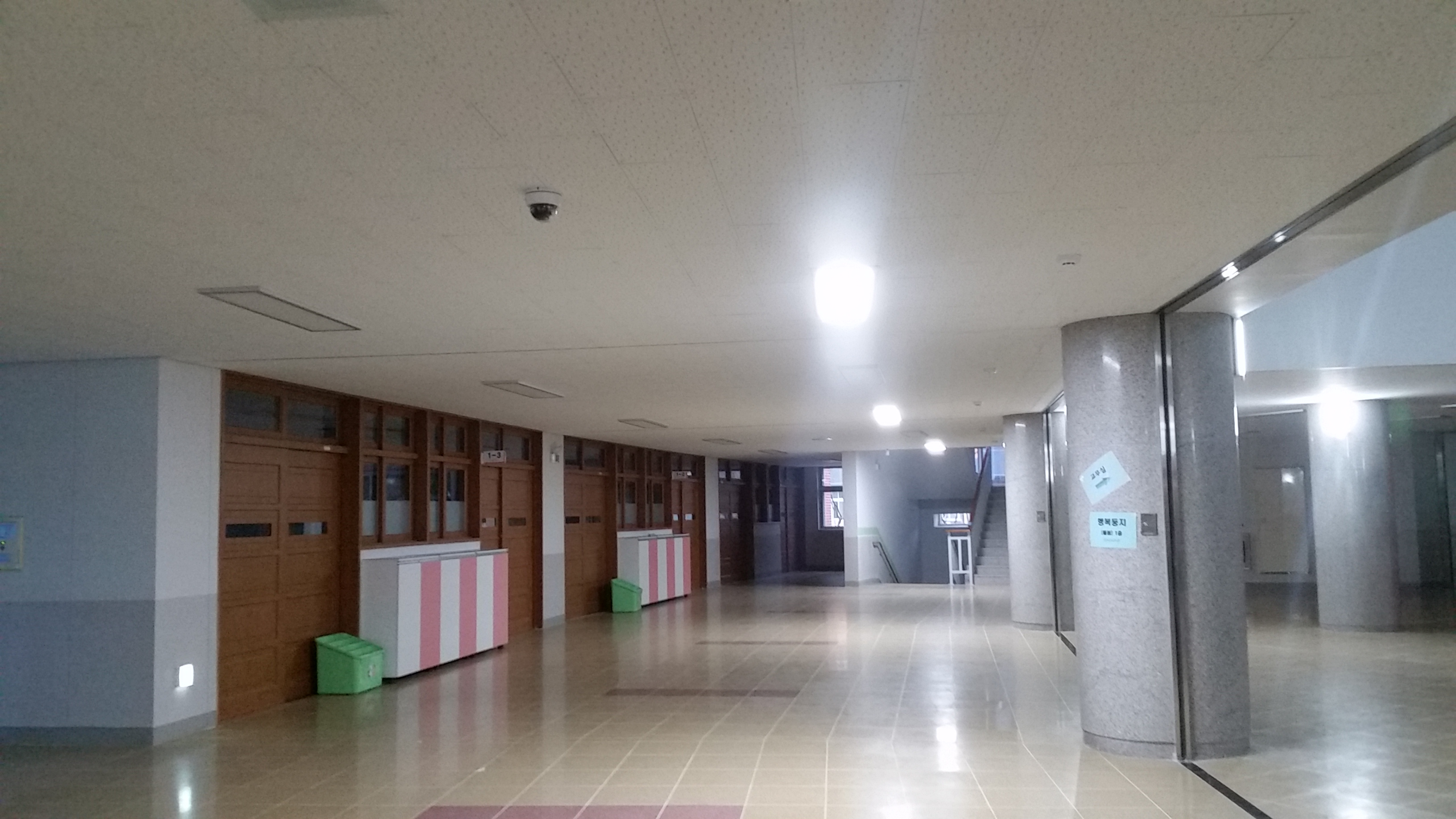